# Chun Shu
Lin Jiafu, nota anche con lo pseudonimo di Chun Shu (春樹) (caratteri cinesi: 林嘉芙; pinyin: Lì Jié; Shandong, 28 giugno 1983), è una scrittrice e poetessa cinese.
Precedentemente conosciuta come Zou Nan (鄒楠), il suo pseudonimo è talvolta internazionalizzato come Chun Sue.
La scrittrice è parte della generazione di scrittori e pensatori cinesi definita "Post 80s Generation", un gruppo di autori nati negli anni '80 che hanno sfidato, con le loro opere ribelli e iconoclaste, le regole severe della società cinese dei primi anni 2000.

## Biografia
Nata nella provincia cinese dello Shandong, Chun Shu si è trasferita a Pechino con la famiglia all'età di 9 anni per seguire la carriera del padre, un ufficiale dell'Esercito Popolare di Liberazione.
A causa della repressività e dell'autorità del sistema scolastico, l'autrice ha lasciato la scuola superiore senza diplomarsi. La ribellione contro l'autorità è infatti uno dei maggiori temi delle sue opere, trattato particolarmente nel romanzo d'esordio semi-autobiografico Ragazza di Pechino, scritto alla sola età di 17 anni.
I primi due romanzi di Chun Shu, Ragazza di Pechino (2002) e Fun and Games (2003), sono stati messi al bando in Cina causa dei contenuti ritenuti "malsani", tuttavia sono stati ripubblicati nel 2010. Nello stesso anno l'autrice ha pubblicato il suo ultimo romanzo, Journey around the world: Chun Shu's travelling notes. In seguito all'ultima pubblicazione, l'autrice ha continuato a pubblicare poesia sul suo sito ufficiale.
Insieme al blogger e scrittore Han Han, al musicista punk rock Li Yang e all'hacker Man Zhou, nel 2004 Chun Shu è apparsa sulla copertina internazionale della rivista Time, in un articolo intitolato The New Radicals ("I nuovi radicali").

## Opere
- Ragazza di Pechino (北京哇哇, 2002)
- Fun and Games (长达半天的欢乐, 2003)
- The joy that lasts for a while (抬头望见北斗星, 2004)
- Raise your head and see the Big Dipper (长安街少年和玩火, 2004)
- 激情萬丈（Passionate, 2005）
- 2條命（Two Lives, 2005）
- 春樹四年（The four years of Chun Shu, 2006）
- Her name is Chun Shu (她叫春树, 2006)
- Red kid (红孩子, 2007)
- Light year American dream (光年之美国梦, 2010)[13]
- Journey around the world: Chun Shu's travelling notes (在地球上：春树旅行笔记, 2013)